# Dolichopus turkestani
Dolichopus turkestani är en tvåvingeart som beskrevs av Becker 1917. Dolichopus turkestani ingår i släktet Dolichopus och familjen styltflugor. Inga underarter finns listade i Catalogue of Life.